# 玩命關頭：特別行動
《玩命關頭：特別行動》（英語：Fast & Furious Presents: Hobbs & Shaw，或簡稱），2019年上映的美國動作片，由大衛·雷奇執導，克里斯·摩根編劇。為《玩命關頭系列》首部衍生的外傳電影。由巨石強森、傑森·史塔森、伊卓瑞斯·艾巴、凡妮莎·寇比和海倫·美蘭主演。
本片由環球影業於2019年8月2日在美國以2D/杜比影院/IMAX和其他全球市场以3D和IMAX 3D等格式同步上映。

## 劇情
英國軍情六處探員哈蒂·蕭跟隨隊伍在倫敦試圖從秘密恐怖組織「伊特昂」手中奪取經過編碼的超級病毒「雪花」時，一名由伊特昂派來的執行者布列斯頓·勞勒靠他身體內安裝的機械組件展現出超人類般的行動力，殺光與哈蒂隨行的所有探員以及原本的運輸隊伍。哈蒂被迫將病毒以膠囊形式植入自己體內作為保險措施後逃跑，卻隨後被布列斯頓陷害為通緝犯而開始逃亡。
哈蒂的哥哥戴克·蕭如今身為獨來獨往的傭兵，得知事情後決定找出妹妹下落，但後來得知自己被指派跟美國外交安全處探員路克·哈伯斯合作查緝。兩人都因為曾經對敵過而難以合作，便分頭獨自行動，哈伯斯搶先找到並逮捕哈蒂回到中情局位於利德賀大樓的秘密據點審問，而戴克到哈蒂住處調查時遭人伏擊，於擊敗他們後就立刻回來想救走妹妹。然而，布列斯頓率領手下攻入據點抓走哈蒂，戴克立即認出布列斯頓是自己八年前的舊同僚，因叛變而被自己親手槍決過。哈伯和戴克經過一番鬥爭救出哈蒂，但布列斯頓騎摩托窮追不捨，戴克用高超駕駛技術誘使布列斯頓撞上雙層巴士才甩掉他。
兩人得知病毒在哈蒂體內，同時發現他們一起被布列斯頓與藏於幕後的「伊特昂」組織陷害為頭號通緝，於是只能被迫合作找到「雪花」的研發者安德烈科教授。而教授表示病毒再過42小時則會擴散乃至感染全人類，解決方案為殺死宿主或靠一部特殊儀器將病毒抽取出來，而該儀器位於烏克蘭的伊特昂研發中心。三人立即改變身份離開英國，在莫斯科會見戴克的女友M夫人獲得新裝備和武器。哈蒂自願當誘餌對布列斯頓投降抓回研發中心，戴克和哈伯斯潛伏進基地時不慎敗露而被抓，遭到布列斯頓用電刑拷打。哈蒂獨自脫身搶到儀器，聽到布列斯頓的供述得知哥哥戴克同樣遭過他誣陷，僅因他當年不肯跟布列斯頓同流合污，於是馬上跑回去救他們。同樣被抓到基地安德烈科教授掩護他們逃跑時犧牲，而三人逃跑後卻發現儀器損毀；為了盡快修復，哈伯決定投奔自己疏離25年的家人。
三人乘坐包機到哈伯斯位於薩摩亞的老家，大哥喬納身為一位頂級修理工，但喬納起初因哈伯斯出賣過自己家人而拒絕幫忙，直到被他們兄弟倆的母親調解。喬納爭分奪秒修復儀器，其他人各做準備、佈置陷阱來迎戰布列斯頓。儀器最後成功修復完成，將會花費30分鐘抽取出哈蒂體內的病毒，而布列斯頓率軍在破曉時抵達島嶼。經歷一場島上混戰後，居民最終以團結的力量擊敗布列斯頓的軍隊，但布列斯頓抓走哈蒂後連同儀器搭直升機逃跑，戴克和哈伯斯登上一台卡車並用車上的鐵鏈拴住直升機，在喬納等家人的協助下，最終使直升機墜毀在海邊。在一場生死決鬥中，戴克和哈伯斯學會聯手攻擊，最終戰勝強大的布列斯頓。全軍覆沒加上任務失敗的布列斯頓，最終被伊特昂總管遠程停機而斃命。戴克和哈伯斯發誓會找出這位神秘總管，病毒最後也成功抽取完成，讓哈蒂脫離險境。
哈伯斯經過此戰而與家人正式和好，將自己的女兒帶到薩摩亞首次見到他的家人。戴克和哈蒂同樣和好，兄妹倆聯手將獄中的母親梅格達琳救出。然而，哈伯斯的聯絡人洛克致電他告知，出現一種比雪花還更為兇險的強大病毒。而另一邊，哈伯斯故意將警察引到戴克的位置，作為他先前在倫敦機場惡整過自己的報復。

## 演員
- 巨石強森 飾 路克·哈柏斯（Luke Hobbs）：美國外交安全處（英语：Diplomatic Security Service）的菁英探員，曾幾次拯救過世界，這次被迫跟舊敵人戴克·蕭再次合作。
- 傑森·史塔森 飾 戴克·蕭（Deckard Shaw）：原英國特種部隊上尉，後來為國際刺客，如今是獨來獨往的英國傭兵。
- 伊卓瑞斯·艾巴 飾 布列斯頓·勞勒（Brixton Lore），國際地下恐怖主義組織「伊特昂」（Eteon）的重要幹部，多年前與戴克·蕭對決時被殺，後來被組織改造成生化人而服從他們。
- 凡妮莎·寇比 飾 哈蒂·蕭（Hattie Shaw），英國軍情六處探員，戴克和歐文·蕭的妹妹，與兩名哥哥分離多年，這次被迫成為病毒「雪花」（Snowflake）的攜帶者。
- 海倫·米蘭 飾 梅格達琳·蕭（Magdalene Shaw），戴克、哈蒂和歐文·蕭的母親，看似年邁卻無所不能，如今「自願」留在監獄裡。
- 艾莎·岡薩雷 飾 瑪格莉塔 / M夫人（Margarita / Madam M），俄羅斯女黑道兼盜賊，戴克的親密友人，在俄羅斯提供各式武器與資源給戴克一行人。
- 埃迪·馬森 飾 安德烈科教授（Professor Andreiko），獲過兩次諾貝爾獎的俄裔科學家，「雪花」病毒的製造者，但製造初衷並非毀滅全人類。

此外，克里夫·柯提斯、羅曼·瑞恩斯、喬許·瑪加和約翰·圖伊在片中飾演路克·哈柏斯的兄弟，依序分別為喬納（Jonah）、杜克（Duke）、提摩（Timo）和凱爾（Kal）。萊恩·雷諾斯和羅伯·德萊尼客串飾演中央情報局探員洛克（Locke）和探員勒布（Loeb）。而凱文·哈特客串飾演航空警察丁克力（Dincley）。導演大衛·雷奇還客串「伊特昂」組織的一位直升機飛行員，納森·瓊斯則客串演出一名俄羅斯戰鬥機飛行員。位在片中亮相的「伊特昂」總管由雷諾斯聲演（該職位原由基努·李維擔任），雷諾斯對此化名為「查普·南丁格」（Champ Nightingale）。

## 製作
2015年11月，馮·迪索在接受《綜藝》採訪時宣佈，《玩命關頭》系列電影的潛在衍生作品處於開發的早期階段。2017年10月，環球影業宣佈衍生電影將圍繞角色路克·哈柏斯和戴克·蕭，克里斯·摩根回歸編寫劇本，並於2019年7月26日上映。據綜藝報導，沙恩·布萊克是該片候選導演之一。衍生電影的消息引發了泰瑞斯·吉布森在Instagram的回應，批評強森導致《玩命關頭9》延遲一年上映。2018年2月，《死侍2》導演大衛·雷奇為執導該片進行洽談。2018年4月，雷奇被確認為該片導演，並加入大衛·史勒曼作為美術指導。2018年7月，凡妮莎·寇比加盟電影，飾演MI5特工和蕭的妹妹，伊卓瑞斯·艾巴飾演該片主要反派。2018年10月，埃迪·馬森加盟電影。2018年11月，艾莎·岡薩雷加盟電影。2019年1月，強森透露他的表親羅曼·瑞恩斯將在電影裡飾演哈柏的兄弟。另外，克里夫·柯提斯、喬許·瑪加和約翰·圖伊也將飾演哈柏的兄弟。海倫·米蘭也確認回歸飾演她在《玩命關頭8》的角色。

### 拍攝
主體攝影在2018年9月10日於倫敦進行。2018年10月，移至格拉斯哥拍攝。拍攝也於2018年底在英格蘭北約克郡的埃格鎮發電廠進行。強森於2019年2月16日在Instagram宣佈拍攝結束。

## 發行
《玩命關頭：特別行動》在美國原定於2019年7月26日上映，後延至2019年8月2日上映，並由環球影業發行。

### 訴訟
2018年10月，《玩命關頭》系列製片人尼爾·H·摩里茲在片商取消他作為《玩命關頭：特別行動》的首席監製後，因違反口頭合約而起訴了構成欺詐的環球影業。此外，據2019年5月的報導，環球從未來所有的《玩命關頭》電影中解雇了摩里茲。

## 迴響

### 評價
本片獲得的評價以正面居多，爛番茄根據347條評論，持有68%的新鮮度，平均得分6.1／10，觀眾投票給出88%的分數，平均得分為4.4／5。在Metacritic上，電影獲得了60分。據CinemaScore調查，觀眾的評價在A+至F落於「A-」。

### 票房
北美方面，首週末開出6000萬美元的票房，位居當週票房冠軍；和其他《玩命關頭》電影一樣，《玩命關頭：特別行動》擁有多元化的觀眾，其中有40%的白種人、27%的西班牙裔、20%的非洲裔美國人和13%的亞洲人。
台灣方面，首週五天票房為新台幣1.87億元；次週票房累計至新台幣3.32億元；第三週票房累計至新台幣3.96億元；第四週票房累計至新台幣4.28億元；最終全台票房為新台幣4.54億元。
| 上一届： 《獅子王》         | 2019年美國週末票房冠軍 第31-32週     | 下一届： 《好小男孩》            |
| 上一届： 《獅子王》         | 2019年台北週末票房冠軍 第31-33週     | 下一届： 《全面攻佔3：天使救援》 |
| 上一届： 《獅子王》         | 2019年香港一週票房冠軍 第31-32週     | 下一届： 《天氣之子》            |
| 上一届： 《哪吒之魔童降世》 | 2019年中国内地一周票房冠军 第33-35週 | 下一届： 《诛仙 I 》             |

## 續集
2023年6月，宣布續集《玩命關頭：特別行動2》（Fast & Furious Presents: Hobbs & Reyes.），故事以路克·哈柏斯和《玩命關頭X》角色但丁·芮斯（杰森·莫玛飾演）為主。